# Brod, Bosnien och Hercegovina
Brod (kyrilliska: Брод, tidigare: Bosanski Brod) är en ort i kommunen Brod i Serbiska republiken i norra Bosnien och Hercegovina. Orten ligger vid floden Sava, på gränsen till Kroatien. På andra sidan floden ligger staden Slavonski Brod. Brod tillhör den traditionella regionen Posavina. Orten hade 7 961 invånare vid folkräkningen år 2013.
Av invånarna i Brod är 85,00 % serber, 6,54 % bosniaker, 5,07 % kroater, 0,20 % albaner och 0,19 % bosnier (2013). Före Bosnienkriget var antalet kroater och bosniaker betydligt fler.
Orten är känd för sitt råoljeraffinaderi som var det största i förra detta Jugoslavien.